# Pawieł Judin
Pawieł Fiodorowicz Judin (ros. Па́вел Фёдорович Ю́дин, ur. 26 sierpnia?/7 września 1899 we wsi Apraksino w guberni niżnonowogrodzkiej, zm. 10 kwietnia 1968 w Moskwie) – radziecki polityk, dyplomata, filozof, członek KC KPZR (1952-1961), zastępca członka Prezydium KC KPZR (1952-1953), członek rzeczywisty Akademii Nauk ZSRR (od 1953).

## Życiorys
Od 1918 w RKP(b), od 1919 w Armii Czerwonej, w latach 20. XX w. kierownik wydziału gubernialnego komitetu RKP(b) w Niżnym Nowogrodzie, 1931 ukończył Instytut Czerwonej Profesury, którego 1932-1938 był dyrektorem. Od września 1934 do maja 1935 zastępca szefa Wydziału Kultury i Propagandy Leninizmu KC WKP(b), od czerwca 1936 do lipca 1937 zastępca kierownika Wydziału Prasy i Wydawnictw KC WKP(b), 1937-1947 dyrektor Zjednoczenia Wydawnictw Państwowych, od 28 stycznia 1939 członek korespondent Akademii Nauk ZSRR - Wydziału Nauk Społecznych, od 1938 do 1 maja 1944 dyrektor Instytutu Filozofii Akademii Nauk ZSRR. 1946-1953 główny redaktor gazety „Sowietskaja kniga”, 1947-1953 szef-redaktor pisma „Za procznyj mir, za narodnuju diemokratiju”, od 14 października 1952 do 17 października 1961 członek KC KPZR. Od 16 października 1952 do 5 marca 1953 zastępca członka Prezydium Biura Politycznego) KC KPZR, od 18 października 1952 do 21 marca 1953 członek Stałej Komisji ds. Zagadnień Ideologicznych przy KC KPZR. W 1953 doradca polityczny przy Radzieckiej Komisji Kontrolnej w Niemczech i zastępca Najwyższego Komisarza ZSRR w Niemczech, od 3 grudnia 1953 do 15 października 1959 ambasador nadzwyczajny i pełnomocny ZSRR w Chinach, później funkcjonariusz partyjny. Deputowany do Rady Najwyższej ZSRR 3 i 4 kadencji. Pochowany na cmentarzu Nowodziewiczym.
Jego zainteresowania naukowe skupiły się na materializmie historycznym i naukowym komunizmie.

## Publikacje
- Политическая экономия. Учебник. (Podręcznik marksistowskiej ekonomii politycznej) — К. В. Островитянов, Д. Т. Шепилов, Л. А. Леонтьев, И. Д. Лаптев, И. И. Кузьминов, Л. М. Гатовский, П.Ф. Юдин, А.И. Пашков, В.И. Переслегин. — М.: Госполитиздат, 1954. — 454 с.

Przekłady na język polski
- Krótki słownik filozoficzny. Mark Rozental, Pawieł Judin (red.). Warszawa: Książka i Wiedza, 1955. Brak numerów stron w książce 755.
- Konstantin Ostrowitianow, Dmitrij Szepiłow, Pawieł Judin, Lew Leontjew, i in.: Ekonomia polityczna : podręcznik (Tytuł oryginału: Političeskaâ èkonomiâ). Pod redakcją Konstantina Ostrowitianowa ; tł. Seweryn Żurawicki, Józef Zawadzki, Ryszard Gradowski, Regina Winiewska, Maksymilian Pohorille. Warszawa: Książka i Wiedza, 1955. Brak numerów stron w książce 839, [1] strona ; 22 cm.
- Historia filozofii. Pod redakcją G. F. Aleksandrowa, B. E. Bychowskiego, M.B. Mitina, Pawła Judina. Tłum. z rosyjskiego Aleksander Neyman, Roman Korab-Żebryk, Bogdan Kupis. T. I: Filozofia starożytna i średniowieczna. Warszawa: Książka i Wiedza, 1961. (pol.). Brak numerów stron w książce
- Historia filozofii. Pod redakcją G. F. Aleksandrowa, B. E. Bychowskiego, M.B. Mitina, Pawła Judina. Tłum. z rosyjskiego Aleksander Neyman, Roman Korab-Żebryk, Bogdan Kupis. T. 2: Filozofia XV-XVIII w. Warszawa: Książka i Wiedza, 1961. (pol.). Brak numerów stron w książce

## Odznaczenia i nagrody
- Order Lenina (dwukrotnie - 1949 i 1959)
- Order Czerwonego Sztandaru Pracy (dwukrotnie - 1945 i 1953)
- Nagroda Stalinowska (1943)
- Medal „Za obronę Moskwy” (1945)
- Medal „Za ofiarną pracę w Wielkiej Wojnie Ojczyźnianej 1941–1945”